# 런던 그랑프리
런던 그랑프리(영어: London Grand Prix')는 영국 런던에서 해마다 열리는 육상 대회이다.
과거 IAAF 슈퍼 그랑프리 속한 다섯 대회 중 하나였고, 현재는 IAAF 다이아몬드 리그의 일부로 열리고 있다.